# Герої Радянського Союзу — уродженці Миколаївської області
У цьому списку представлені, по районах, Герої Радянського Союзу, які народились на території сучасної Миколаївської області. Список містить інформацію про дату Указу про присвоєння звання, номер медалі «Золота Зірка» рід військ, посаду та військове звання на час присвоєння звання Героя Радянського Союзу, місце народження, роки життя (дата народження і дата смерті) та місце поховання.
| № п/п                    | Фото                    | П. І. Б.                            | Дата Указу Номер нагороди      | Рід військ                 | Посада Звання                                           | Роки життя                         | Роки життя                         |
| ------------------------ | ----------------------- | ----------------------------------- | ------------------------------ | -------------------------- | ------------------------------------------------------- | ---------------------------------- | ---------------------------------- |
| Арбузинський район:      |                         |                                     |                                |                            |                                                         |                                    |                                    |
| 1                        | Герой Радянського Союзу | Величко Володимир Сидорович         | 03.06.1944                     | Артилерія                  | командир роти, старший лейтенант                        | нар. 1922 Новокрасне               | пом. 29.10.1944 Чехословаччина     |
| 2                        | Герой Радянського Союзу | Орел Степан Федорович               | 31.05.1945                     | Піхота                     | стрілець, рядовий                                       | нар. 1913 Благодатне               | пом. 17.03.1945 Хенендорф          |
| 3                        | Герой Радянського Союзу | Торжинський Іван Олексійович        | 24.03.1945 № 5957              | Бронетанкові війська       | командир роти, капітан                                  | нар. 22.12.1915 Арбузинка          | пом. 02.08.2000 Одеса              |
| Баштанський район:       |                         |                                     |                                |                            |                                                         |                                    |                                    |
| 4                        | Герой Радянського Союзу | Агеєв Леонід Миколайович            | 25.03.1943 № 832               | Авіація                    | штурман ескадрильї, старший лейтенант                   | нар. 24.02.1921 Баштанка           | пом. 15.11.2005 Люберці            |
| 5                        | Герой Радянського Союзу | Бондаренко Іван Антонович           | 03.06.1944                     | Піхота                     | командир полку, майор                                   | нар. 1914 Шевченко                 | пом. 26.03.1944 Арбузинка          |
| 6                        | Герой Радянського Союзу | Будюк Микола Васильович             | 24.03.1945                     | Артилерія                  | командир батареї, капітан                               | нар. 1920 Новомар'ївка             | пом. 13.10.1944 Пільвгиніні, Литва |
| 7                        | Герой Радянського Союзу | Гребенюк Микита Андрійович          | 20.04.1945 № 5897              | Піхота                     | заступник командира відділення, старшина II статті      | нар. 21.09.1918 Мар'янівка         | пом. 17.02.1995 Миколаїв           |
| 8                        | Герой Радянського Союзу | Григор'єв Іван Якович               | 27.02.1945 №                   | Піхота                     | командир взводу, лейтенант                              | нар. 20.05.1924 Новоолександрівка  | Тула                               |
| 9                        | Герой Радянського Союзу | Желізний Микола Якович              | 31.05.1945 № 6712              | Піхота                     | командир батальйону, майор                              | нар. 09.05.1910 Баштанка           | пом. 19.05.1974 Вінниця            |
| 10                       | Герой Радянського Союзу | Лебідь Григорій Юхимович            | 10.01.1944 №                   | Інженерні війська          | командир взводу, лейтенант                              | нар. 25.12.1911 Лук'янівка         | пом. Лук'янівка                    |
| 11                       | Герой Радянського Союзу | Летучий Олександр Якович            | 19.05.1940 № 464               | Авіація                    | помічник командира ескадрильї, старший лейтенант        | нар. 25.11.1908 Добре              | пом. 06.07.2002 Пушкін             |
| 12                       | Герой Радянського Союзу | Павлов Іван Михайлович              | 23.02.1945 № 4894              | Авіація                    | командир ланки, лейтенант                               | нар. 18.06.1918 Явкине             | пом. 30.05.1981 Умань              |
| 13                       | Герой Радянського Союзу | Пєгов Григорій Іванович             | 24.03.1945 № 8587              | Бронетанкові війська       | командир взводу, молодший лейтенант                     | нар. 28.03.1919 Привільне          | Одеса                              |
| 14                       | Герой Радянського Союзу | Федоров Борис Васильович            | 24.12.1943 № 2618              | Артилерія                  | командир дивізіону, капітан                             | нар. 25.10.1914 Новоєгорівка       | пом. 26.05.1974 Рівне              |
| Березанський район:      |                         |                                     |                                |                            |                                                         |                                    |                                    |
| 15                       | Герой Радянського Союзу | Кручених Саустьян Петрович          | 24.07.1943 № 865               | Авіація                    | командир ескадрильї, майор                              | нар. 18.12.1909 Анатолівка         | пом. 14.12.1975 Одеса              |
| 16                       | Герой Радянського Союзу | Пенакі Зиновій Федорович            | 24.12.1943 № 2313              | Артилерія                  | розвідник батареї, сержант                              | нар. 07.11.1923 Вікторівка         | пом. 03.12.1995 Одеса              |
| 17                       | Герой Радянського Союзу | Чернобай Андрій Петрович            | 22.02.1943 № 815               | Авіація                    | командир ескадрильї, старший лейтенант                  | нар. 29.07.1917 Андрієво-Зорине    | пом. 21.03.1988 Санкт-Петербург    |
| Березнегуватський район: |                         |                                     |                                |                            |                                                         |                                    |                                    |
| 18                       | Герой Радянського Союзу | Веденко Віктор Антонович            | 23.07.1944                     | Піхота                     | командир роти, лейтенант                                | нар. 22.10.1910 Висунськ           | пом. 26.06.1944 Оболь              |
| 19                       | Герой Радянського Союзу | Скорий Іван Антонович               | 01.11.1943 № 1305              | Піхота                     | командир батальйону, капітан                            | нар. 12.02.1912 Тетянівка          | пом. 05.03.1980 Люберці            |
| 20                       | Герой Радянського Союзу | Чепурний Микола Миронович           | 31.08.1941 № 358               | Піхота                     | командир батальйону, старший лейтенант                  | нар. 27.12.1905 Перша Михайлівка   | пом. 19.09.1964 Бєльов             |
| 21                       | Герой Радянського Союзу | Щербина Микола Гаврилович           | 22.08.1944 № 4508              | Авіація                    | штурман полку, капітан                                  | нар. 01.04.1919 Яковлівка          | пом. 21.11.1952 Пушкін             |
| Веселинівський район:    |                         |                                     |                                |                            |                                                         |                                    |                                    |
| 22                       | Герой Радянського Союзу | Зуб Микола Антонович                | 13.04.1944                     | Авіація                    | командир полку, підполковник                            | нар. 1911 Покровка                 | пом. 22.07.1943 Слуцьк             |
| 23                       | Герой Радянського Союзу | Степанов Михайло Карпович           | 24.03.1945 № 7327              | Повітряно-десантні війська | командир роти, молодший лейтенант                       | нар. 15.09.1912 Колосівка          | пом. 25.05.1962 Кіровоград         |
| Вітовський район:        |                         |                                     |                                |                            |                                                         |                                    |                                    |
| 24                       | Герой Радянського Союзу | Андреєв Андрій Іванович             | 08.05.1965                     |                            | рибалка, провідник десанту К. Ольшанського              | нар. 19.12.1913 Жовтневе           | пом. 26.03.1944 Миколаїв           |
| 25                       | Герой Радянського Союзу | Баклан Андрій Якович                | 23.11.1942 № 755               | Авіація                    | командир ланки, старший лейтенант                       | нар. 23.07.1917 Калинівка          | пом. 20.05.1985 Псков              |
| 26                       | Герой Радянського Союзу | Бутков Леонтій Анисифорович         | 16.05.1944 №                   | Піхота                     | командир роти, старший лейтенант                        | нар. 1907 Бармашове                | пом. 16.11.1975 Москва             |
| 27                       | Герой Радянського Союзу | Козленко Петро Олексійович          | 15.05.1946 № 7042              | Авіація                    | штурман ескадрильї, капітан                             | нар. 07.06.1916 Жовтневе           | пом. 15.03.1989 Москва             |
| 28                       | Герой Радянського Союзу | Моторний Іван Порфирович            | 28.01.1943 № 695               | Авіація                    | командир полку, капітан                                 | нар. 29.08.1918 Мішково-Погорілове | пом. 11.07.1973 Рига               |
| 29                       | Герой Радянського Союзу | Шапар Григорій Іванович             | 21.09.1943                     | Артилерія                  | командир взводу, молодший лейтенант                     | нар. 15.03.1922 Новомиколаївка     | пом. 07.07.1943 Покровка           |
| 30                       | Герой Радянського Союзу | Шаповаленко Семен Тихонович         | 23.03.1942                     | Піхота                     | командир взводу, старшина                               | нар. 17.09.1913 Калинівка          | пом. 07.02.1942 Степанівка         |
| Вознесенський район:     |                         |                                     |                                |                            |                                                         |                                    |                                    |
| 31                       | Герой Радянського Союзу | Артеменко Анатолій Павлович         | 27.06.1945 № 6589              | Авіація                    | командир ескадрильї, капітан                            | нар. 19.12.1918 Прибужани          | Москва                             |
| 32                       | Герой Радянського Союзу | Кольчак Яків Харитонович            | 02.08.1941 № 3180              | Артилерія                  | навідник гармати, рядовий                               | нар. 25.12.1918 Ракове             | пом. 07.03.1955 Воронівка          |
| 33                       | Герой Радянського Союзу | Кордонський Шика Абрамович          | 04.10.1990 № 11631             | Авіація                    | штурман ескадрильї, капітан                             | нар. 17.10.1915 Вознесенськ        | пом. 28.09.1943 Констанца          |
| 34                       | Герой Радянського Союзу | Коршунович Сергій Григорович        | 05.11.1944 № 5060              | ВМФ СРСР                   | командир дивізіону торпедних катерів, капітан II рангу  | нар. 20.10.1912 Таборівка          | пом. 19.12.1964 Севастополь        |
| 35                       | Герой Радянського Союзу | Самбуров Іван Михайлович            | 20.12.1943                     | Інженерні війська          | водолаз-понтонер, рядовий                               | нар. 1905 Білоусівка               | пом. 05.10.1943 Радянське          |
| 36                       | Герой Радянського Союзу | Свірьопкін Павло Михайлович         | 27.02.1945 № 5151              | Бронетанкові війська       | командир батальйону, майор                              | нар. 22.01.1914 Дорошівка          | пом. 19.04.1965 Київ               |
| Врадіївський район:      |                         |                                     |                                |                            |                                                         |                                    |                                    |
| 37                       | Герой Радянського Союзу | Гончаренко Олег Мойсейович          | 23.09.1944 № 4662              | Артилерія                  | командир дивізіону, капітан                             | нар. 21.01.1922 Біляєве            | Волгоград                          |
| 38                       | Герой Радянського Союзу | Дяченко Дарія Григорівна            | 01.07.1958                     | Партизани і підпільники    | учасниця «Партизанської Іскри»                          | нар. 02.04.1924 Кумарі             | пом. 02.04.1944 Тирасполь          |
| 39                       | Герой Радянського Союзу | Гросул Іван Тимофійович             | 18.09.1943 № 1732              | Авіація                    | заступник командира ескадрильї, капітан                 | нар. 10.03.1920 хутір Воровського  | пом. 07.04.1972 Сочі               |
| 40                       | Герой Радянського Союзу | Лебеденко Микита Федотович          | 08.09.1945 № 1967              | Генералітет                | командир корпусу, генерал-лейтенант                     | нар. 28.05.1899 Чайківка           | пом. 16.06.1956 Москва             |
| 41                       | Герой Радянського Союзу | Невзгодов Андрій Іванович           | 24.01.1944                     | Піхота                     | командир роти, молодший лейтенант                       | нар. 1919 Новомиколаївське         | пом. 19.10.1943 Бородаївка         |
| 42                       | Герой Радянського Союзу | Сиваченко Василь Григорович         | 24.03.1945                     | Піхота                     | кулеметник, рядовий                                     | нар. 17.06.1902 Сирове             | пом. 18.12.1944 Тар                |
| 43                       | Герой Радянського Союзу | Чумак Дмитро Михайлович             | 24.03.1945                     | Артилерія                  | розвідник, єфрейтор                                     | нар. 10.02.1913 Сирове             | пом. 11.07.1944 Утена              |
| Доманівський район:      |                         |                                     |                                |                            |                                                         |                                    |                                    |
| 44                       | Герой Радянського Союзу | Грабовенко Максим Іванович          | 24.12.1943 №                   | Артилерія                  | навідник гармати, молодший сержант                      | нар. 11.08.1923 Маринівка          | пом. 12.11.1980 Новоолексіївка     |
| 45                       | Герой Радянського Союзу | Дорош Юрій Порфирович               | 27.02.1945 № 5617              | Піхота                     | командир відділення, сержант                            | нар. 02.05.1924 Прибужжя           | пом. 16.04.1992 Андрієво-Іванівка  |
| 46                       | Герой Радянського Союзу | Кирток Микола Наумович              | 27.06.1945 № 6579              | Авіація                    | командир ескадрильї, старший лейтенант                  | нар. 06.12.1920 Маринівка          | Москва                             |
| 47                       | Герой Радянського Союзу | Лихий Іван Миколайович              | 16.05.1944                     | Піхота                     | командир батальйону, капітан                            | нар. 1914 Новоселівка              | пом. 04.11.1943 Сімферополь        |
| 48                       | Герой Радянського Союзу | Твердохлібов Арсеній Савелійович    | 16.10.1943 №                   | Артилерія                  | командир обслуги, старшина                              | нар. 20.01.1914 Новоселівка        | пом. 1952 Самара                   |
| Казанківський район:     |                         |                                     |                                |                            |                                                         |                                    |                                    |
| 49                       | Герой Радянського Союзу | Вишневецький Костянтин Григорович   | 24.08.1943 № 1134              | Авіація                    | командир ескадрильї, старший лейтенант                  | нар. 08.06.1914 Новоданилівка      | пом. 30.05.1944 Львів              |
| 50                       | Герой Радянського Союзу | Михлик Василь Ілліч                 | 23.02.1945 № 5936 29.06.1945 № | Авіація                    | штурман полку, капітан                                  | нар. 29.12.1922 Олександрівка      | пом. 29.12.1996 Москва             |
| 51                       | Герой Радянського Союзу | Мирович Анатолій Іванович           | 29.06.1945 № 7478              | Авіація                    | заступник командира ескадрильї, капітан                 | нар. 19.06.1914 Казанка            | пом. 20.03.1976 Моніно             |
| Кривоозерський район:    |                         |                                     |                                |                            |                                                         |                                    |                                    |
| 52                       | Герой Радянського Союзу | Бодня Василь Григорович             | 27.06.1945 № 7825              | Піхота                     | помічник командира взводу, сержант                      | нар. 10.08.1923 Луканівка          | пом. Сирове                        |
| 53                       | Герой Радянського Союзу | Голімбієвський Олексій Опанасович   | 01.07.1944 № 3935              | Авіація                    | командир ескадрильї, старший лейтенант                  | нар. 04.06.1919 Велика Мечетня     | пом. 24.01.1971 Луцьк              |
| 54                       | Герой Радянського Союзу | Єремеєв Борис Романович             | 31.05.1945 № 6715              | Бронетанкові війська       | командир бригади, генерал-майор                         | нар. 23.12.1903 Михалкове          | пом. 21.03.1995 Київ               |
| 55                       | Герой Радянського Союзу | Петровський Костянтин Остапович     | 19.04.1945 № 7200              | Бронетанкові війська       | командир бригади, полковник                             | нар. 14.04.1907 Леніне             | пом. 26.07.1991 Львів              |
| місто Миколаїв:          |                         |                                     |                                |                            |                                                         |                                    |                                    |
| 56                       | Герой Радянського Союзу | Андреєв Пилип Михайлович            | 03.06.1944                     | Піхота                     | командир роти, старший лейтенант                        | нар. 1913 Миколаїв                 | пом. 26.03.1944 Олександрівка      |
| 57                       | Герой Радянського Союзу | Бубер Леонід Ілліч                  | 07.04.1940 № 137               | Піхота                     | командир роти, лейтенант                                | нар. 19.12.1916 Миколаїв           | пом. 07.09.2005 Москва             |
| 58                       | Герой Радянського Союзу | Гречишніков Василь Олексійович      | 13.08.1941 №                   | Авіація                    | командир ескадрильї, капітан                            | нар. 05.12.1912 Миколаїв           | пом. 24.10.1941 Санкт-Петербург    |
| 59                       | Герой Радянського Союзу | Гурський Микола Васильович          | 20.12.1943 № 1517              | Інженерні війська          | механік-регулювальник, сержант                          | нар. 03.02.1913 Миколаїв           | пом. 29.09.1983 Одеса              |
| 60                       | Герой Радянського Союзу | Дмитрієв Микола Павлович            | 13.08.1941 № 1265              | Авіація                    | командир ескадрильї, капітан                            | нар. 25.11.1917 Миколаїв           | пом. 01.08.1945 Прага              |
| 61                       | Герой Радянського Союзу | Єгипко Микола Павлович              | 22.02.1939 № 117               | ВМФ СРСР                   | командир підводного човна, капітан II рангу             | нар. 09.11.1903 Миколаїв           | пом. 06.07.1985 Санкт-Петербург    |
| 62                       | Герой Радянського Союзу | Казачинський Костянтин Васильович   | 14.09.1945 № 7141              | ВМФ СРСР                   | командир дивізіону торпедних катерів, капітан III рангу | нар. 25.01.1912 Миколаїв           | пом. 27.04.1994 Санкт-Петербург    |
| 63                       | Герой Радянського Союзу | Карабут Іван Лаврентійович          | 04.02.1944 № 2188              | Авіація                    | командир ескадрильї, капітан                            | нар. 11.06.1914 Миколаїв           | пом. 03.09.1944 Остроленка         |
| 64                       | Герой Радянського Союзу | Кирилов Микола Павлович             | 31.05.1944 № 3792              | морська піхота             | командир взводу морської піхоти, молодший лейтенант     | нар. 20.02.1914 Миколаїв           | пом. 21.08.1993 Миколаїв           |
| 65                       | Герой Радянського Союзу | Колесников Пімен Григорович         | 18.08.1945 № 8744              | Авіація                    | штурман дивізії, майор                                  | нар. 24.07.1906 Миколаїв           | пом. 26.11.1996 Мінськ             |
| 66                       | Герой Радянського Союзу | Матаков Василь Миколайович          | 04.03.1942 № 668               | Авіація                    | заступник командира ескадрильї, капітан                 | нар. 31.12.1919 Миколаїв           | пом. 05.03.1991 Москва             |
| 67                       | Герой Радянського Союзу | Павлов Василь Васильович            | 01.03.1945                     | Бронетанкові війська       | командир батальйону, майор                              | нар. 1917 Миколаїв                 | пом. 01.03.1945 Кальмар            |
| 68                       | Герой Радянського Союзу | Петрова Галина Костянтинівна        | 17.11.1943 №                   | морська піхота             | медсестра батальйону морської піхоти, головний старшина | нар. 09.09.1920 Миколаїв           | пом. 04.12.1943 Керч               |
| 69                       | Герой Радянського Союзу | Півнюк Микола Володимирович         | 30.01.1943 № 805               | Авіація                    | командир ланки, старший лейтенант                       | нар. 05.09.1917 Миколаїв           | пом. 30.10.1976 Понінка            |
| 70                       | Герой Радянського Союзу | Поярков Володимир Олександрович     | 09.10.1943 №                   | Артилерія                  | командир батареї, гвардії старший лейтенант             | нар. 01.02.1920 Миколаїв           | пом. 10.09.1955 Одеса              |
| 71                       | Герой Радянського Союзу | Сухоненко Дмитро Йосипович          | 22.02.1944 № 2678              | Піхота                     | командир роти, лейтенант                                | нар. 07.11.1903 Миколаїв           | пом. 02.01.1953 Миколаїв           |
| 72                       | Герой Радянського Союзу | Чернавін Володимир Миколайович      | 18.02.1981 № 11451             | Генералітет                | командувач Північним флотом, адмірал                    | нар. 22.04.1928 Миколаїв           | Москва                             |
| Миколаївський район:     |                         |                                     |                                |                            |                                                         |                                    |                                    |
| 73                       | Герой Радянського Союзу | Воронін Василь Андрійович           | 15.01.1944 №                   | Піхота                     | командир батальйону, майор                              | нар. 28.12.1916 Велика Корениха    | пом. 06.11.1944 Вайнеде            |
| Новобузький район:       |                         |                                     |                                |                            |                                                         |                                    |                                    |
| 74                       | Герой Радянського Союзу | Мар'яновський Мойсей Фроїмович      | 24.03.1945 № 5943              | Бронетанкові війська       | заступник командира батальйону, капітан                 | нар. 25.10.1919 Новий Буг          | пом. 12.08.2005 Москва             |
| 75                       | Герой Радянського Союзу | Москаленко Михайло Іларіонович      | 01.11.1943                     | Артилерія                  | командир взводу, лейтенант                              | нар. 08.11.1919 Вільне Запоріжжя   | пом. 26.09.1943 Зелений Гай        |
| 76                       | Герой Радянського Союзу | Цибулько Василь Федосійович         | 23.10.1942                     | морська піхота             | стрілець батальйону морської піхоти, червонофлотець     | нар. 1920 Новий Буг                | пом. 07.11.1941 Севастополь        |
| 77                       | Герой Радянського Союзу | Яшин Микола Іванович                | 24.03.1945                     | Піхота                     | командир взводу, старший лейтенант                      | нар. 23.02.1922 Малий Став         | пом. 28.06.1944 Могильов           |
| Новоодеський район:      |                         |                                     |                                |                            |                                                         |                                    |                                    |
| 78                       | Герой Радянського Союзу | Вернигоренко Іван Григорович        | 18.05.1943 №                   | Піхота                     | командир відділення, старший сержант                    | нар. 19.09.1918 Новомихайлівка     | пом. 26.01.1984 Таранівка          |
| 79                       | Герой Радянського Союзу | Доній Захар Панасович               | 11.04.1940 № 340               | Артилерія                  | командир відділення, старший сержант                    | нар. 21.01.1914 Підлісне           | пом. 06.08.1941 Марганець          |
| 80                       | Герой Радянського Союзу | Киба Григорій Костянтинович         | 24.03.1945 №                   | Піхота                     | командир відділення, старший сержант                    | нар. 05.09.1923 Піски              | пом. 13.09.1973 Піски              |
| 81                       | Герой Радянського Союзу | Куроп'ятник Дмитро Григорович       | 15.01.1944 №                   | Піхота                     | командир відділення, сержант                            | нар. 24.05.1911 Костянтинівка      | пом. 07.07.1981 Ребріха            |
| 82                       | Герой Радянського Союзу | Петраковський Анатолій Йосипович    | 21.03.1940 № 320               | Піхота                     | командир батальйону, капітан                            | нар. 28.12.1901 Нижня Софронівка   | пом. 03.09.1969 Ростов-на-Дону     |
| 83                       | Герой Радянського Союзу | Сухацький Тихін Кіндратович         | 10.04.1945                     | Піхота                     | командир полку, підполковник                            | нар. 01.11.1902 Островське         | пом. 11.02.1945 Тарнобжег          |
| Очаківський район:       |                         |                                     |                                |                            |                                                         |                                    |                                    |
| 84                       | Герой Радянського Союзу | Потьомкін Геннадій Федорович        | 04.06.1944                     | Піхота                     | командир батальйону, капітан                            | нар. 23.05.1923 Очаків             | пом. 18.10.1943 Одеса              |
| 85                       | Герой Радянського Союзу | Рачков Іван Ілліч                   | 06.03.1945 № 5084              | Авіація                    | штурман ланки, молодший лейтенант                       | нар. 08.03.1921 Іванівка           | пом. 08.03.2001 Ялта               |
| 86                       | Герой Радянського Союзу | Смирнов Григорій Якович             | 24.03.1945 №                   | Інженерні війська          | командир батальйону, майор                              | нар. 1913 Очаків                   | пом. 30.12.1990 Санкт-Петербург    |
| Первомайський район:     |                         |                                     |                                |                            |                                                         |                                    |                                    |
| 87                       | Герой Радянського Союзу | Абрамович Абрам Григорович          | 03.11.1937 № 48                | Бронетанкові війська       | командир взводу, лейтенант                              | нар. 01.07.1910 Катеринка          | пом. 10.07.1937 Брунете            |
| 88                       | Герой Радянського Союзу | Вахненко Олексій Якович             | 24.03.1945 № 7408              | Піхота                     | командир роти, старший лейтенант                        | нар. 28.11.1920 Лиса Гора          | пом. 01.12.1980 Полтава            |
| 89                       | Герой Радянського Союзу | Головченко Володимир Терентійович   | 31.05.1945                     | Бронетанкові війська       | командир взводу, старший лейтенант                      | нар. 16.11.1921 Степківка          | пом. 22.03.1945 Нойдамм            |
| 90                       | Герой Радянського Союзу | Горбачевський Олександр Іванович    | 04.02.1944 № 3200              | Авіація                    | командир ескадрильї, капітан                            | нар. 20.09.1918 Лукашівка          | пом. 08.12.1989 Петрозаводськ      |
| 91                       | Герой Радянського Союзу | Гречаний Парфентій Карпович         | 01.07.1958                     | Партизани і підпільники    | командир «Партизанської Іскри»                          | нар. 21.11.1924 Кримка             | пом. 01.03.1943 Кримка             |
| 92                       | Герой Радянського Союзу | Драгомирецький Володимир Порфирович | 06.11.1944 № 5285              | Авіація                    | командир полку, майор                                   | нар. 30.12.1914 Первомайськ        | пом. 23.08.1979 Москва             |
| 93                       | Герой Радянського Союзу | Крижанівський Сава Полікарпович     | 15.01.1944 № 2638              | Піхота                     | командир взводу, сержант                                | нар. 19.12.1914 Довга Пристань     | пом. 12.09.1970 Первомайськ        |
| 94                       | Герой Радянського Союзу | Лобов Яків Михайлович               | 24.04.1945                     | Бронетанкові війська       | командир роти, старший лейтенант                        | нар. 19.02.1924 Первомайськ        | пом. 31.01.1945 Нідеркірх          |
| 95                       | Герой Радянського Союзу | Моргуненко Володимир Степанович     | 01.07.1958                     | Партизани і підпільники    | організатор «Партизанської Іскри»                       | нар. 12.10.1905 Катеринка          | пом. 28.02.1943 Кримка             |
| 96                       | Герой Радянського Союзу | Паламарчук Георгій Михайлович       | 22.02.1944 № 3208              | ВМФ СРСР                   | командир торпедного катеру, лейтенант                   | нар. 15.01.1919 Первомайськ        | пом. 10.10.2007 Москва             |
| 97                       | Герой Радянського Союзу | Понамарчук Семен Трохимович         | 15.05.1945 №                   | Інженерні війська          | командир відділення, старший сержант                    | нар. 22.07.1922 Катеринка          | пом. 21.04.1984 Салькове           |
| 98                       | Герой Радянського Союзу | Черевичний Іван Іванович            | 31.03.1956 № 7807              | Авіація                    | полярний льотчик                                        | нар. 31.03.1909 Первомайськ        | пом. 15.02.1971 Москва             |
| 99                       | Герой Радянського Союзу | Шелест Денис Андрійович             | 24.12.1943 № 2348              | Артилерія                  | командир полку, майор                                   | нар. 16.10.1906 Станіславчик       | пом. 01.08.1979 Харків             |
| 100                      | Герой Радянського Союзу | Шкурко Макар Іванович               | 31.05.1945                     | Піхота                     | командир відділення, сержант                            | нар. 17.09.1914 Степківка          | пом. 29.04.1945 Кюстрин            |
| Снігурівський район:     |                         |                                     |                                |                            |                                                         |                                    |                                    |
| 101                      | Герой Радянського Союзу | Мардар Михайло Олексійович          | 23.05.1945                     | Піхота                     | заступник командира відділення, молодший сержант        | нар. 20.11.1911 Афанасіївка        | пом. 28.01.1945 Нови Сонч          |